# كالي أوتشيس
كالي أوتشيس (مواليد 17 يوليو 1994) هي مغنية أمريكية، بدأت مسيرتها الفنية عام 2012، في 2021 حصلت على جائزة غرامي لأفضل تسجيل رقص.

## روابط خارجية
- كالي أوتشيس على موقع IMDb (الإنجليزية)
- كالي أوتشيس على موقع روتن توميتوز (الإنجليزية)
- كالي أوتشيس على موقع ميوزك برينز (الإنجليزية)
- كالي أوتشيس على موقع رولينغ ستون (الإنجليزية)
- كالي أوتشيس على موقع أول ميوزيك (الإنجليزية)
- كالي أوتشيس على موقع أول ميوزيك (الإنجليزية)
- كالي أوتشيس على موقع ديسكوغز (الإنجليزية)
- كالي أوتشيس على موقع قاعدة بيانات الفيلم (الإنجليزية)
- كالي أوتشيس على موقع ليتربوكسد (الإنجليزية)
- كالي أوتشيس على موقع كينوبويسك (الروسية)